# Satz von Sawayama-Thébault

Satz von Thébault: Die Mittelpunkte der drei inneren Kreise P, I und Q liegen auf einer gemeinsamen (roten) Geraden

Der Satz von Sawayama-Thébault oder auch nur Satz von Thébault (nach Victor Thébault) ist eine Aussage der Elementargeometrie über bestimmte Kreise an einem beliebigen Dreieck.
In einem beliebigen Dreieck ABC verbinde man einen beliebigen Punkt M aus dem Inneren der Seite BC mit A. Dann existieren zwei Kreise, die jeweils die Strecken BC und AM sowie den Umkreis des Dreiecks ABC berühren. Die Mittelpunkte dieser beiden Kreise und der Mittelpunkt des Inkreises liegen dann auf einer gemeinsamen Geraden.